# Uí Enechglaiss
Los Ui Enechglaiss fueron una dinastía atestiguada en Irlanda en el siglo V, de la que provienen algunos de los primeros reyes de Laigin.

## Contexto
La dinastía estaba establecida inicialmente en las llanuras de Kildare alrededor de Naas, (Devane, 2005, cree que estuvieron basados en Carbury Hill) pero fueron forzados a migrar hacia el este sobre los Montes Wicklow por las invasiones y conquistas de los Ui Neill en la primera mitad del siglo VI. Se convirtieron en un grupo sin importancia política, ubicados entre los Dal Messin Corb y los Ui Dega, en la costa del Condado Wicklow, en torno a Arklow. En el siglo XI, sus gobernantes adoptaron el apellido Ua Fiachraige, traducido como O'Fieghraie, O'Feary y Feary.

## Territorios
Devane (p. 187, 2005) cree que "el territorio nuclear de Ui Enechglaiss [estaba] en Carbury, Co. Kildare, antes de la dislocación, bien por Coirpre, hijo de Niall, o por sus hijos a finales del siglo V/comienzos del siglo VI". Continúa afirmando que, por inferencia de las fuentes, "los Dál Messin Corb (una rama del Uí Enechglaiss) fueron, de hecho, dominantes en el norte de Leinster en el siglo V y fueron la vaguardia en la defensa de la provincia contra Coirpre y Ui Neill. Esta visión es apoyada por la 'Vita Tripartia', en la que San Patricio, o más probable Palladius, encontraron miembros de Uí Garrchon poco después de su llegada en Irlanda. La reunión tuvo lugar en las cercaníasde Naas, que está situada en Mag Liphi (la llanura del Liffey), entonces centro del poder político en el norte de Leinster".

## Notables
Mac Cairthinn mac Coelboth, que fue asesinado en la batalla de Fremen en 446, fue Rey de Leinster y uno de los primeros reyes irlandeses históricamente atestiguados.
El poeta Dubhthach moccu Lughair era nativo de Gorey, aunque vivió sesenta años antes de la llegada de la dinastía.